# Regulaminy wojskowe
Regulaminy wojskowe – zbiory przepisów, postanowień, nakazów i zakazów określające wewnętrzne życie wojskowe jednostek wojskowych oraz działanie żołnierzy w czasie wykonywania zadań służbowych. Regulaminy te uszczegóławiają przepisy zawarte w aktach prawa wyższego rzędu (rozporządzenia, ustawy, decyzje).

## W Polsce
Historycznie pierwszym regulaminem wojskowym w Polsce był dokument Króla Zygmunta Augusta porządek praw rycerskich wojennych z roku 1557. Rozwinięte o przepisy wydawane przez hetmanów, w 1609 zostały zebrane w zbiór, zatwierdzony przez Sejm, pt. Artykuły wojenne hetmańskie, który obowiązywał do czasów nowych regulaminów wydanych przez króla Stanisława Poniatowskiego.
W Wojsku Polskim obowiązywały regulaminy (lista niepełna):
- Regulamin dyscyplinarny Sił Zbrojnych PRL Szt. Gen. ?/59
- Regulamin dyscyplinarny Sił Zbrojnych PRL Szt. Gen. ?/63
- Regulamin dyscyplinarny Sił Zbrojnych PRL Szt. Gen. 501/70
- Regulamin Służby Garnizonowej i Wartowniczej Sił Zbrojnych PRL; Szt. Gen. 502/70
- Regulamin Służby Wewnętrznej Sił Zbrojnych PRL; Szt. Gen. 500/70
- Regulamin Musztry Sił Zbrojnych PRL; Szt. Gen. 400/70
- Regulamin dyscyplinarny Sił Zbrojnych PRL; Szt. Gen. 792/76
- Regulamin Służby Wewnętrznej Sił Zbrojnych PRL; Szt. Gen. 791/76
- Regulamin Musztry Sił Zbrojnych PRL; Szt. Gen. 566/76

Z dniem 30 czerwca 2009 został wprowadzony „Regulamin Ogólny Sił Zbrojnych Rzeczypospolitej Polskiej”, sygn. Szt. Gen. 1613/2009. Znowelizowany „Regulamin …” zapewniał funkcjonowanie Sił Zbrojnych RP w warunkach armii zawodowej oraz w wypadku odwieszenia obowiązkowej służby wojskowej.
14 stycznia 2014 został wprowadzony nowy „Regulamin Ogólny Sił Zbrojnych Rzeczypospolitej Polskiej”.
Ponadto w Siłach Zbrojnych RP jest stosowany Regulamin Musztry. Dodatkowym dokumentem o randze regulaminu jest Ceremoniał Wojskowy.